# Wiser.org

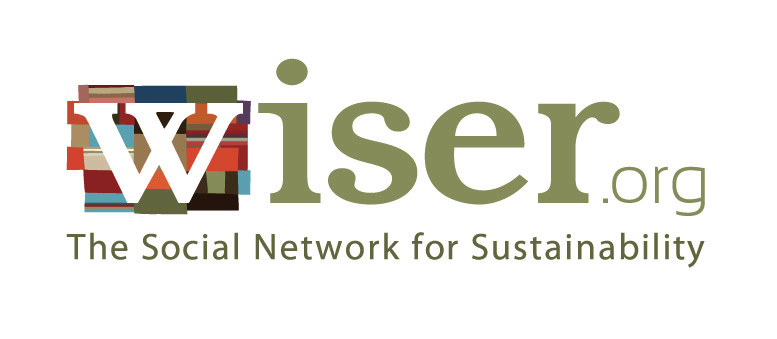
Wiser.org-Logo

Wiser.org (vormals WiserEarth.org) war eine von Nutzern erzeugte Online-Community der sozialen und ökologischen Bewegung, die die Arbeit von Nonprofit-Organisationen rund um den Globus erfasste.

## Überblick
Die Seite verzeichnete und vernetzte Nichtregierungsorganisationen (englisch non-governmental organizations, NGOs), Unternehmen, Regierungen, Gruppen und Einzelpersonen, die sich mit globalen Herausforderungen wie Klimawandel, Armut, Ökologie, Frieden, Wasser, Welthunger, Soziale Gerechtigkeit, Umweltschutz, Menschenrechte u. a. beschäftigten. Der Begriff WISER ist ein Akronym und steht für World Index of Social and Environmental Responsibility ("Weltindex der sozialen und ökologischen Verantwortung"). Betreiber der Website Wiser.org war die Nonprofit-Organisation WiserEarth.

## Geschichte
Wiser.org wurde am Tag der Erde (22. April) 2007 als ein Onlineverzeichnis von mehr als 100.000 Organisationen, die in Paul Hawkens Buch, Wir sind der Wandel (englisch "Blessed Unrest") erwähnt wurden, gegründet. Hawken hatte im Laufe der Jahre unzählige Visitenkarten von tausenden Organisationen angehäuft, konnte jedoch kein umfassendes Verzeichnis aller Nonprofit-Organisationen finden, die sich in den Bereichen soziale Gerechtigkeit und Ökologie engagieren. Er selbst schätzte die gesamte Anzahl solcher Organisationen auf gut über eine Million und gründete daraufhin Wiser.org als ein Onlineverzeichnis, um die Arbeit dieser Organisationen zu erfassen. Später bot Wiser.org zudem die Funktionalitäten eines sozialen Netzwerkes wie z. B. Gruppen und einer Funktion, mit der man Nachrichten versenden konnte. Dadurch wurden mehr Möglichkeiten für gegenseitige Zusammenarbeit geschaffen. Obwohl API und Medieninhalte für die nichtkommerzielle Nutzung lizenziert waren (siehe unten), weitete Wiser.org sein Onlineverzeichnis auf gewinnorientierte Unternehmen und Regierungsbehörden aus.
Das Verzeichnis wiser.org wurde am 22. April 2014, sieben Jahre nach seiner Gründung, offiziell geschlossen.

## Zahlen und Fakten
Am 26. Januar 2012 umfasste das Verzeichnis mehr als 113.000 weltweit verteilte Organisationen, mehr als 64000 registrierte Mitglieder und mehr als 2800 Gruppen. Die Inhalte waren gegliedert in 47 Themenbereiche und 381 Unterbereiche. Wiser.org wurde auf Englisch, Chinesisch, Französisch, Deutsch, Indonesisch, Italienisch, Portugiesisch und Spanisch bereitgestellt.

## Wiser.org-Verzeichnis
Das Wiser.org-Verzeichnis bezog sich auf eine Stammliste von Themenbereichen, die auf bestimmte Weise "vernetzt" waren: Registrierte Mitglieder konnten die "Verknüpfung" jedes Themas zu Organisationen, Ressourcen, Stellenangeboten, Veranstaltungen und Gruppen bearbeiten. Die Seite bot Groupware, Funktionalitäten eines sozialen Netzwerkes sowie eine visualisierte Darstellung des Netzwerkes. Einzigartig war die Möglichkeit, "Lösungen" vorzuschlagen. Diese erlaubte es jedem registrierten Mitglied, ein bestimmtes soziales oder ökologisches Problem zu formulieren und eine dazugehörige Lösung zu unterbreiten. Diese konnte dann mit anderen geteilt, modifiziert und in der Praxis angewendet werden. Jede Lösung erhielt eine Veröffentlichungs- und eine Netzwerkseite sowie ein dazugehöriges Diskussionsforum. Wiser.org bot zudem eingebettete Google Maps mit den zugehörigen geografischen Daten. Wiser.org war nicht gewinnorientiert und stand zur freien Nutzung zur Verfügung. Die Inhalte wurden unter der "Creative Commons 3.0"-Lizenz zur Verfügung gestellt.

## Wiser.org-Programmierschnittstelle
Ab Juni 2009 bot Wiser.org eine RESTful-Programmierschnittstelle an, entwickelt unter der "Creative Commons 3.0"-Lizenz. Die Wiser.org-Programmierschnittstelle ermöglichte den Zugang zur ausführlichen Datenbank von Datensätzen wie z. B. Organisationen, Gruppen, Stellenangeboten, Veranstaltungen, Ressourcen und Lösungen. Daran angegliedert war eine Liste mit häufig gestellten Fragen und eine Dokumentationsseite der Entwickler.